# Marcello Adriani
Marcello Virgilio Adriani (Firenze, 1464 – Firenze, 1º dicembre 1521) è stato un umanista e politico italiano.
Fu padre dello storico Giovan Battista Adriani e nonno del letterato Marcello Adriani il Giovane.

## Biografia
Nacque a Firenze nel 1464, figlio di Virgilio e di Piera Strozzi. Discepolo di Cristoforo Landino e di Agnolo Poliziano, acquistò grande perizia delle lingue classiche e dell'arte retorica, che insegnò nello Studio Fiorentino dal 1497 al 1502. Maggiore attività esplicò come cancelliere nella prima Cancelleria, ufficio nel quale successe a Bartolommeo Scala nel 1498 e che tenne sino al 1521. Ebbe alle sue dipendenze Niccolò Machiavelli, che probabilmente attinse da lui qualche nutrimento di cultura classica. Il copioso carteggio ufficiale, che ha pregi di chiarezza, di proprietà e di efficacia, le orazioni scritte in un elegante latino (ché della lingua volgare poco si curò), la traduzione e il commento del De materia medica di Dioscoride Anazarbeo editi a Firenze nel 1518 e le lezioni accademiche, che si conservano in due manoscritti della Biblioteca Riccardiana, gli meritarono fama di cancelliere prudente e fedele e di continuatore eloquente della tradizione letteraria dei suoi predecessori.
L'erudito Baccio Valori fece collocare un ritratto dell'Adriani, sotto forma di erma, sulla facciata del proprio palazzo in quella che è una galleria di fiorentini illustri.

## Opere
- Pedacii Dioscoridae Anazarbei de medica materia libri V. De letalibus venenis eorumque praecautione et curatione. De cane rabido: deque notis quae morsus, ictusve animalium venenum relinquentium sequuntur, deque eorum curatione, interprete Marcello Vergilio. Ejusdem Marcelli Vergilii in hosce Dioscoridis libros commentarii doctissimi. Coloniae, opera et impensis loannis Soteris, 1529

## Fonte
- Una biografia online, IMSS, su galileo.imss.firenze.it.